# 上莫什维莱尔
上莫什维莱尔（法語：Obermorschwiller，发音：[obəʁmɔʁʃvilɛʁ]；德语：Obermorschweiler），或纯音译作奥伯莫什维莱尔，是法国上莱茵省的一个市镇，属于阿尔特基什区（Altkirch）和阿尔特基什县（Altkirch）。该市镇总面积6.05平方公里，2009年时的人口为439人。

## 地名
该地名Obermorschwiller来源于德语“Obermorschweiler”，前缀“Ober-”在德语中意为“上”，而下莫什维莱尔（Morschwiller-le-Bas ，其来源于德语“Niedermorschweiler”，其中表示“下”的前缀“Nieder-”被法语化为“-le-Bas”，与之形成对比的是Obermorschwiller的前缀“Ober-”未被法语化为“-le-Haut”）位于其西北方向约10千米处。

## 人口
上莫什维莱尔人口变化图示